# 張鼐 (軍事人物)
張鼐（?—?），小名双喜，明末李自成部將。
少時為李自成部的孩兒兵，與李自成情同父子，屢建戰功，赐姓李。李自成破北京，封義侯。李自成至湖北，先後投降何騰蛟、佟養和。又降李自成之侄李過，再降清。因反覆不定，被多尔衮下令斬杀。